# استیلز (پنسیلوانیا)
استیلز (به انگلیسی: Stiles) یک منطقهٔ مسکونی در ایالات متحده آمریکا است که در شهرستان له‌های، پنسیلوانیا واقع شده‌است. استیلز ۱٬۱۱۳ نفر جمعیت دارد.